# Olga Nikolajewna Bondarewa
Olga Nikolajewna Bondarewa (russisch Ольга Николаевна Бондарева; * 27. April 1937 in Leningrad; † 9. Dezember 1991 in St. Petersburg) war eine sowjetisch-russische Mathematikerin und Hochschullehrerin.

## Leben
Bondarewa begann 1954 das Studium an der Universität Leningrad (LGU) in der Fakultät für Mathematik und Mechanik.
Nach dem Abschluss wurde Bondarewa 1959 Aspirantin bei Nikolai Nikolajewitsch Worobjow in der Fakultät für Mathematik und Mechanik der LGU. Sie fand die notwendige und hinreichende Bedingung für nichtleere Kerne kooperativer Spiele. Ihr Ergebnis wurde 1963 in der angesehenen russischen Fachzeitschrift Probleme der Kybernetik veröffentlicht, aber nicht ins Englische übersetzt, so dass sie im Westen nicht wahrgenommen wurde. Als Lloyd S. Shapley, der 1967 ein entsprechendes Ergebnis veröffentlichte, von Bondarewas Arbeit erfuhr, erkannte er vorbehaltlos Bondarewa die Priorität zu. Seitdem ist dieses Ergebnis als Bondareva-Shapley-Theorem bekannt.
1963 wurde Bondarewa nach Verteidigung ihrer Kandidat-Dissertation zur Kandidatin der physikalisch-mathematischen Wissenschaften promoviert. Darauf war sie wissenschaftliche Mitarbeiterin und Dozentin für Operations Research in der Fakultät für Mathematik und Mechanik der LGU.
Im Juni 1972 wurde Bondarewa wissenschaftliche Senior-Mitarbeiterin in der Fakultät für Wirtschaftswissenschaft der LGU. 1984 verteidigte sie ihre Doktor-Dissertation für die Promotion zur Doktorin der physikalisch-mathematischen Wissenschaften an der Fakultät für Computermathematik und Kybernetik der Lomonossow-Universität Moskau (MGU). Darauf wurde sie wissenschaftliche Senior-Mitarbeiterin des Instituts für Physik der LGU. Ab Oktober 1989 war sie führende wissenschaftliche Mitarbeiterin der Fakultät für Mathematik und Mechanik der LGU. Sie war Mitglied des Editorial Boards der wirtschaftswissenschaftlichen Fachzeitschrift Games and Economic Behavior. Die Kerne in der Spieltheorie blieben ein Schwerpunkt ihrer Forschungstätigkeit.
Bondarewa war verheiratet und hatte zwei Söhne Maxim und Grigori. 1991 verunglückte sie tödlich beim Überqueren einer Straße in St. Petersburg.